# Anopliomorpha antennata
Anopliomorpha antennata är en skalbaggsart som beskrevs av Chemsak och Noguera 1993. Anopliomorpha antennata ingår i släktet Anopliomorpha och familjen långhorningar. Inga underarter finns listade i Catalogue of Life.